# Spielraum (Wirtschaft)
Der Spielraum im wirtschaftlichen Sinne beschreibt allgemein einen Rahmen, in dessen Grenzen bestimmte Geschäfte abgewickelt oder Preise verhandelt werden können.

## Allgemeines
Dieser wirtschaftliche Spielraum zeigt sich in mehreren Fachgebieten unterschiedlich. So wird der Begriff etwa im Zusammenhang mit der Finanzierung („finanzieller Spielraum“), mit unternehmerischen Entscheidungs- und Beurteilungsspielrräumen („unternehmerischer Spielraum“; vernünftige kaufmännische Beurteilung) oder als Fachausdruck für den Aufschub fälliger Zahlungen („Kreditspielraum“ oder „Swing“) verwendet.

## Finanzieller Spielraum
Als Spielraum für Finanzierungen bezeichnet man in der Finanzwirtschaft als Teil der Betriebswirtschaftslehre die monetäre Verfügungsmasse im Rahmen der jeweiligen Einnahmen und Ausgaben. Es handelt sich um die Geldmenge, die ohne Kreditaufnahme und Verschuldung den jeweiligen Haushalten zur Verfügung steht.
Er spielt bei den Privathaushalten eine wesentliche Rolle in Bezug auf Anschaffungen, Urlaubsgestaltung beziehungsweise die Gestaltung der Lebensqualität. Auch bei der Besteuerung gibt es einen Spielraum, der zum Beispiel durch Werbungskosten ausgenutzt werden kann.
Bei den Staatshaushalten (Primärsaldo) setzt er Grenzen für eine solide Ausgabenpolitik im Sinne des Steuerzahlers.

## Unternehmerischer Spielraum
Der unternehmerische Spielraum bestimmt sich aus dem Freiraum, der für Planung, Entscheidung und Verhandlung, für Investitionen oder Personalwesen dem einzelnen Unternehmen zur Verfügung steht. So wurde der Berliner Kongress des Bundesverbandes der Energie- und Wasserwirtschaft (BDEW) 2014 von der These und dem immer wieder geäußerten Vorwurf der Unternehmensvertreter beherrscht, dass sich die Politik zu stark in das Wirtschaftsgeschehen einmische und den „Spielraum für unternehmerisches Planen und Handeln“ zunehmend einenge.
Im betrieblichen Rechnungswesen kommt mit der Methode der  Kaufpreisallokation sogenannten Bewertungs- und  Bilanzierungsspielräumen eine hohe Bedeutung zu. Diese ermöglichen bei einem erstmaligen Einbezug eines neu erworbenen Unternehmens in den Konzernabschluss, den Kaufpreis auf die verschiedenen übernommenen Vermögenswerte und Schulden zu verteilen, um Unterschiede zwischen dem Kaufpreis und dem Buchwert des übernommenen Unternehmens auszugleichen. Das spielt vor allem bei der Aktivierung eine Rolle.
Bei Verhandlungen besitzen die Verhandlungspartner im Regelfall einen mehr oder weniger großen Verhandlungsspielraum, bei Preisverhandlungen ist dies die Verhandlungsbasis.

## Kreditspielraum (Swing)
Als Swing (englisch „Schwingen“, „Schaukel“, „Spielraum“) bezeichnet man im Wirtschaftsleben eine zeitlich begrenzte Kreditlinie als Spielraum für die Abwicklung von Zahlungsverpflichtungen bei Handelsgeschäften bzw. die Spanne und den Betrag, innerhalb derer ein Vertragspartner sich bei dem anderen verschulden darf. Es handelt sich um eine Kreditlinie, die sich zwei Staaten im internationalen Handel für die Verrechnung von gegenseitigen Exportforderungen und Importverbindlichkeiten einräumen. Wird die Kreditlinie überschritten, werden weitere Lieferungen im Rahmen des Kompensationsgeschäfts eingestellt und Zahlungen in Devisen oder Gold fällig.
Der Begriff wurde weithin durch Presseberichte bekannt, nach denen die an Devisenmangel leidende DDR immer wieder einen Zahlungsaufschub bei ihren Geschäften mit der BRD erbat:
Einen Swing als zeitlichen Spielraum beim Saldenausgleich hatte es im Interzonenhandel bereits seit 1951 im Umfang von 30 Millionen DM gegeben. Kurz nach dem Mauerbau erbat die DDR im März 1962 erneut einen Swing von 3,1 Mrd. DM, der allerdings nicht zustande kam.
Da der Swing zinslos gewährt wurde, entstanden der westdeutschen Wirtschaft auf diesem Wege erhebliche Verluste. Die Bundesrepublik Deutschland verlangte daher ab 1962 einen Saldenausgleich, um die ständige Ausnutzung des Swing durch die DDR zu beenden.

## Preisspielraum
Überall dort, wo keine Festpreise bestehen, sind Marktpreise verhandelbar und besitzen einen Verhandlungsspielraum, der durch Verhandlungen ausgenutzt werden kann. Käufer und Verkäufer zielen bei ihrer gegensätzlichen Interessenlage darauf ab, voneinander abweichende Preisvorstellungen (Zielpreise) durchzusetzen und dabei durch Verhandlungen den tatsächlichen Preis so weit wie möglich in Richtung des Abbruchpreises der Gegenseite zu verschieben. Abbruchpreis ist der Preisvorschlag, zu dem der Verkäufer oder Käufer nicht mehr bereit ist, das Geschäft abzuschließen. Der Verkäufer geht dabei von einem hohen Angebotspreis (Höchstpreis), der Käufer von einem niedrigeren Nachfragepreis aus (Mindestpreis). Eine Einigung erfolgt oft beim Mittelwert zwischen Angebots- und Nachfragepreis.

## Redewendungen
- Der finanzielle Spielraum unseres Unternehmens lässt weitere Investitionen nicht zu.
- Der finanzielle Spielraum unseres Hochschuletats ist leider ausgeschöpft.
- Die Politik greift immer stärker in die unternehmerischen Spielräume ein. (BDEW-Kongress 2014 vom 24. bis 26. Juni 2014)
- Die Familienkasse lässt für größere Anschaffungen keinen finanziellen Spielraum.
- Bei seinem Besuch am 24. Juli 1983 vermittelte der bayerische Ministerpräsident Franz Josef Strauß der devisenschwachen DDR eine Erhöhung des Swing in Form einer über die Deutsche Bundesbank eingeräumten zinslosen Überziehungslinie zur weiteren Abwicklung des innerdeutschen Handelsverkehrs.[9]